# سیارک ۲۴۱۴۹
سیارک ۲۴۱۴۹ (به انگلیسی: 24149 Raghavan، نامگذاری:1999VL173) بیست و چهار هزار و صد و چهل و نهمین سیارک کشف شده‌است که در ۱۵ نوامبر ۱۹۹۹ کشف شد.
قدر مطلق سیارک برابر ۱۲.۳ است.